# Karl Kirschner
Karl Kirschner (též Carl, 10. ledna 1823 – 29. června 1901 zámeček Bon Repos u Staré Lysé) byl česko-německý velkostatkář a potravinářský podnikatel židovského původu, zakladatel Radlické mlékárny, první velkokapacitní průmyslové mlékárny v českých zemích v Radlicích u Prahy. Té je mj. přisuzována první výroba ochuceného ovocného jogurtu na světě.

## Život

### Rodina
Narodil se v židovsko-německé rodině Johanna Nepomuka Kirschnera (1796), původem z Nejdku, a jeho ženy Anny, rozené Mikšovské (1901), původem z Nepomuku. Jako nejstarší měl dva bratry a čtyři sestry. Oženil se s Annou Polákovou (1830–1902), se kterou měli tři děti: malířku Marii Louisu, spisovatelku Aloisii Annu Franciscu (tvořící pod psedonymem Ossip Schubin) a syna podnikatele Ottu Carla (1857–1912).

### Podnikatel

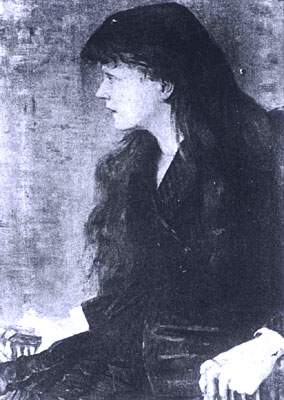
Marie Louisa Kirschnerová (autoportrét, 1880)

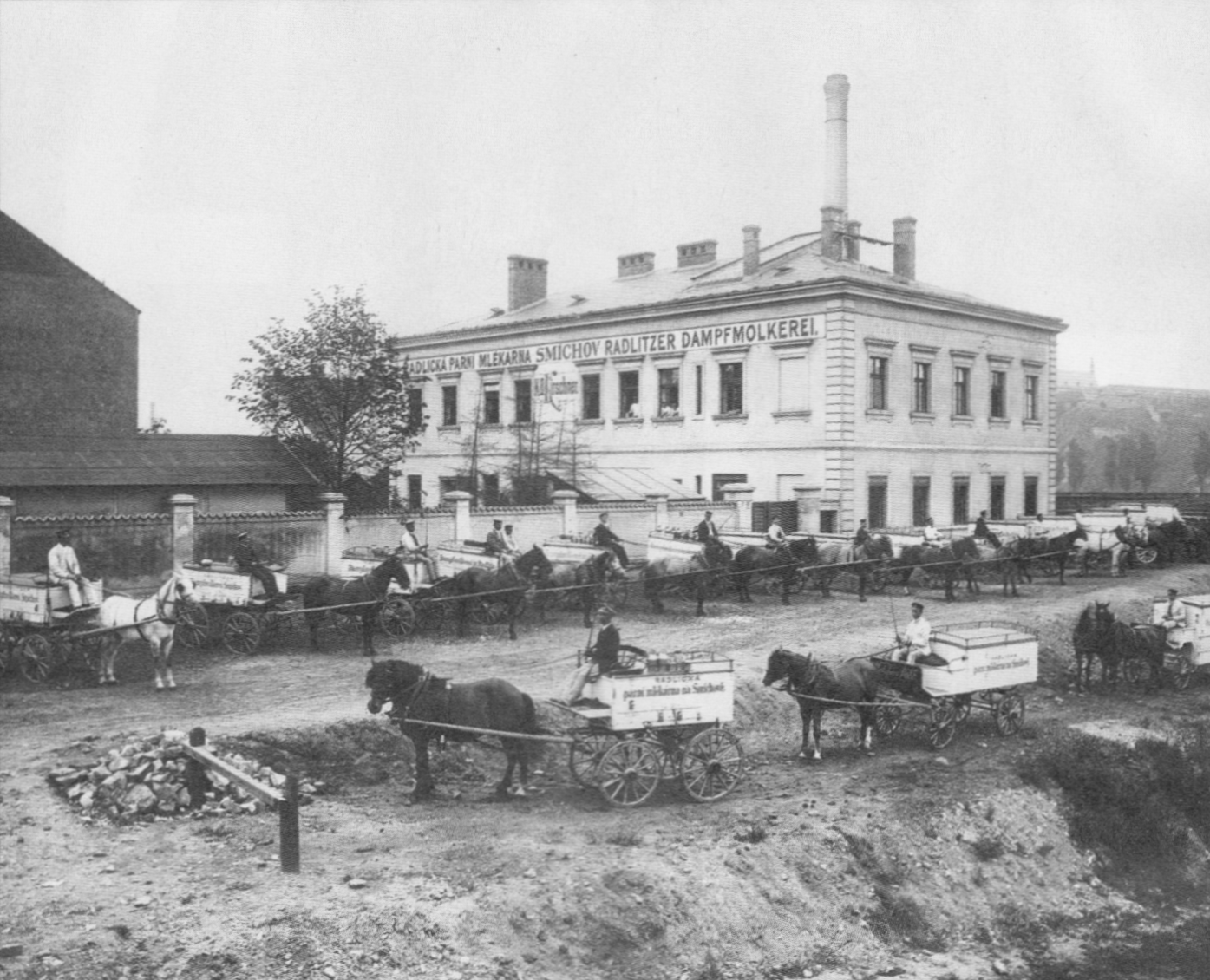
Areál radlické mlékárny v původní podobě okolo roku 1900, Foto: Jindřich Eckert

Stal se majitelem statku v Lochkově nedaleko Prahy a posléze nájemcem velkostatku Jana Adolfa II. knížete Schwarzenberka. Od správy schwarzenberského panství se sídlem v Jinonicích koupil jednu budovu statku v Radlicích. Tu pak přestavěl na soukromou mlékárnu zprovozněnou roku 1872 nazvanou Parní mlékárna správy statku Radlice, která je svým rozsahem i použitými průmyslovými technologiemi pokládána za první průmyslovou mlékárnu v českých zemích. S rodinou žil v Lochkově.
Zpočátku zpracovával závod mléko vlastní výroby, později také od jiných dodavatelů. Podnik se záhy zdárně rozvíjel, firma vlastnila prodejny v centru Prahy, vedle produkce ošetřeného mléka vyráběla také další mléčné výrobky, jako např. jogurt či máslo. Firma se účastnila řady hospodářských výstav, včetně Jubilejní zemské výstavy roku 1891 na Výstavišti Praha.
V 90. letech 19. století pak předal Kirschner vedení rodinné firmy synovi Otto Carlu Kirschnerovi. Protože se výroba rozšiřovala, podal Kirschnerův syn Karl Otto 22. ledna 1895 c. k. okresnímu hejtmanství žádost o povolení stavby nové mlékárny na Smíchově na pozemku čp. 1465/2 naproti smíchovskému nádraží. Ve 2. polovině roku 1895 byla stavba zahájena, v prosinci roku 1896 zkolaudována. Nová mlékárna „Karl Otto Kirschner Radlická parní mlékárna na Smíchově“ (K. O. Kirschner Radlitzer Dampfmolkerei in Smíchov) denně zpracovala 30 tisíc litrů mléka.
Karl Kirschner trávil stáří s manželkou Annou na zámečku Bon Repos u Staré Lysé v Polabí. Zemřel tam 29. června 1901 ve věku 78 let, pohřben byl na hřbitově Malvazinky